# Scottish Open 1986
Die Scottish Open 1986 im Badminton fanden vom 21. bis zum 23. November 1986 in Edinburgh, Schottland, statt. Mit einem Preisgeld von 15.500 Pfund wurde das Turnier in die Kategorie 2 der Grand-Prix-Wertung eingestuft.

## Finalresultate
| Disziplin    | Sieger                        | Finalist                            | Ergebnis         |
| ------------ | ----------------------------- | ----------------------------------- | ---------------- |
| Herreneinzel | Steve Baddeley                | Poul-Erik Høyer Larsen              | 15:4, 15:11      |
| Dameneinzel  | Christine Magnusson           | Erica van Dijk                      | 11:6, 11:4       |
| Herrendoppel | Jesper Knudsen Henrik Svarrer | Billy Gilliland Dan Travers         | 15:10, 15:10     |
| Damendoppel  | Dorte Kjær Nettie Nielsen     | Maria Bengtsson Christine Magnusson | 15:8, 15:11      |
| Mixed        | Andy Goode Fiona Elliott      | Jesper Knudsen Nettie Nielsen       | 9:15, 15:3, 15:8 |